# Ban Đệ (Khoa Nhĩ Thấm)
Ban Đệ (chữ Hán: 班第; ? - 1710), Bác Nhĩ Tế Cát Đặc, Trát Tát Khắc Đạt Nhĩ Hãn Thân vương của Mông Cổ Khoa Nhĩ Thấm bộ. Ông là con trai cả của Hòa Tháp và cháu nội của Mãn Châu Tập Lễ.

## Cuộc đời
Năm Khang Hi thứ 9 (1670), ông cưới Cố Luân Đoan Mẫn Công chúa, trở thành Cố Luân Ngạch phò. Năm sau, tập tước Trát Tát Khắc Hòa Thạc Đạt Nhĩ Hãn Thân vương (扎萨克和硕达尔罕亲王) của Khoa Nhĩ Thấm tả dực trung kỳ (科尔沁左翼中旗).
Năm thứ 29 (1690), ông theo Thượng thư A Lạt Ni do thám và tấn công Cát Nhĩ Đan, đồn trú tại Hô Luân Bối Nhĩ.
Năm thứ 35 (1696), Khang Hi Đế thân chinh Cát Nhĩ Đan, ông cùng Thổ Tạ Đồ Thân vương Sa Tân (沙津) dụ địch tại Ba Nhĩ Đại Cáp Sơn Lộc.
Năm thứ 37 (1698), Khang Hi Đế từng dừng chân ở Khắc Nhĩ Tô, truy niệm công lao của tổ phụ Mãn Châu Tập Lễ, đích thân đến trước mộ tưới rượu.
Năm thứ 47 (1708), ông đến triều bái và qua đời 2 năm sau đó.

## Gia quyến
- Cha: Hòa Tháp (和塔), Trát Tát Khắc Đạt Nhĩ Hãn Thân vương.
- Em gái: Tuyên phi, phi tần của Khang Hi Đế
- Chính thê: Cố Luân Đoan Mẫn Công chúa, con gái nuôi của Thuận Trị.
- Con trai:
  - La Bặc Tàng Cổn Bố, Hòa Thạc Ngạch phò
  - Sắc Vượng Đa Nhĩ Tể, Hòa Thạc Ngạch phò.[1]